# サンドライン・インターナショナル
サンドライン・インターナショナル(Sandline International)は、イギリスに存在していた民間軍事会社。元イギリス陸軍士官のティム・スパイサーらによって創設された。

## 概要
シエラレオネ内戦および、ブーゲンビル紛争において活動した。しかし、ブーゲンビル紛争ではパプアニューギニア政府とブーゲンビル革命軍鎮圧の契約を結んだことと、その計画が事前に露見したことによりパプアニューギニア国防軍がクーデターを起こし、従業員が拘束されるという事態に発展した。
スパイサーがイージス・ディフェンス・サービシーズでの事業をはじめたことから、2004年に解体された。